# 藤原鞠菜
藤原 鞠菜（ふじわら まりな、5月7日 - ）は、日本の女性歌手、声優。神奈川県出身。以前はパワー・ライズに所属していた。血液型はA型。身長147.5cm。

## 経歴
主にアダルトゲーム業界で活動している。2008年6月に株式会社T&F PROJECTと株式会社マック・ミックとの業務提携が解消されていたが、トリアス（旧：T&F PROJECT）と2009年9月より業務提携している。

## 出演作品

### ゲーム
- SIMPLE1500シリーズ Vol.71 THE 恋愛シミュレーション2 〜ふれあい〜（香坂遊穂役）
- SIMPLE2000シリーズ THE娘育成シミュレーション〜お父さんといっしょ〜（娘（ヒロイン））
- まめふぁんvol.1（PeasSoft）（システムボイス）
- めいくるッ!（ASa Project）（浅生 恵理栖役）
- ToHeart2 AnotherDays（役名不明）
- アッチむいて恋（ASa Project）（明方 メテオ役）

### WEBゲーム
- HOOK・ハイクオソフト・PeasSoft・MoonStone・Lass・feng・Carriere・チュアブルソフト 8社合同企画Webゲーム じゃんが大戦（システムボイス）
- HOOK・ハイクオソフト・PeasSoft・MoonStone・Lass5社合同企画Web上ゲーム ぽこすかうぉーず（システムボイス）
- HOOK・ハイクオソフト・PeasSoft様3社合同企画Web上ゲーム Peko Peko Pon!!（システムボイス）

### ゲーム主題歌
- SIMPLE1500シリーズ THE恋愛シミュレーションゲーム2〜ふれあい〜主題歌「ふれあう瞬間」
- SIMPLE2000シリーズ THE恋愛シミュレーションゲーム〜ふれあい〜主題歌「ふれあう瞬間」
- 絶対★妹至上主義!!（脳内彼女）主題歌「革命★キッス! Kiss! Kiss! Revolution!」
- 絶対★妹原理主義!!（脳内彼女）主題歌「ラジカル★キッス・イノベーション!!」
- まめふぁんvol.1（PeasSoft）ゲームジャンガード内 ED「雨上がりのメロディ」
- ぜったい遵守☆強制子作り許可証!!（softhouse-seal GRANDEE）主題歌「絶対☆大好き」
- ぜったい絶頂☆性器の大発明!! ─処女を狙う学園道具多発エロ─（softhouse-seal GRANDEE）主題歌「気分は大発明♪」
- ぜったい猟域☆セックスロワイアル!!〜無人島犯し合いバトル〜（softhouse-seal GRANDEE）OP主題歌「命短しバトれよ乙女!!」
- ぜったい最胸☆おっぱい戦争!!〜巨乳王国vs貧乳王国〜（softhouse-seal GRANDEE）OP主題歌「トライアングル☆スクランブル! 〜どっちが好き? Big or Small?〜」
- アステリズム -Astraythem-（チュアブルソフト）第1章オープニングテーマ「どうか、もう少しだけ」

### アニメ主題歌
- テレビアニメ『夢喰いメリー』OP主題歌「Daydream Syndrome」

### オリジナルCD
- キミトマホウノヒビキ
- forward motions
- SUPER MARINA WORLD

### ゲスト参加作品
- 定概テクトニクス（IOSYS/ユウノウミ）
- 東方ヘクトパスカル（IOSYS/ユウノウミ）
- 東方年柄年中（IOSYS）
- 東方ラブストリーム（IOSYS/ユウノウミ）
- 東方銀晶天獄（IOSYS）
- 東方インデペンダンス（IOSYS/ユウノウミ）
- 東方浮思戯革命（IOSYS）
- 霧雨レクイエム（IOSYS/ユウノウミ）
- 東方云符不普（IOSYS/ユウノウミ）
- 東方メレンゲ少女夜行（IOSYS）
- 俺のチルノがこんなに天才なわけがない（IOSYS/ユウノウミ）

### ナレーション
- 電撃文庫ラジオCM「とある魔術の禁書目録」
- 文部省 教員用教材 小学生用 国語（ナレーション、園児、女子児童）

### ライブ
- LIVE GATE TOKYOにてライブOTO-HABARA#0916
- あさがやドラムにてThe・PCソングス!radio edit
- LIVE GATE TOKYOにてライブEVIHABARA-9丁目
- DreamParty東京（脳内彼女）絶対★妹至上主義!! OP「革命★キッス！ Kiss! Kiss! Revolution!」
- LIVE GATE TOKYOにてライブMusic Knot Party
- LIVE GATE TOKYOにてライブEVIHABARAー2丁目
- LIVE GATE TOKYOにてライブYOTSUYA-XX 御苑初夏の陣
- LIVE GATE TOKYOにてライブHappiest Angel
- LIVE GATE TOKYOにてライブYOTSUYA-XX 15号
- LIVE GATE TOKYOにてライブYOTSUYA-XX 13号
- 美少女ゲームフェアキャララ!（Peas Soft）つくしてあげるの! OP「晴れ、どきどき恋っ!」（ライブ限定ぽこすかうぉーずバージョン?）
- 美少女ゲームフェアキャララ!（DUEE）マロングラッセ OP「大きな栗の樹の下で」

### イベント
- PCゲームソフト 忍ココロ（猿工房）発売記念イベントボイスブログ公開録音・パーソナリティ
- PCゲームソフト マロングラッセ（DUEE）発売日イベント参加 くじ引き・サイン会等

### ボイスブログ
- 猿工房HPコンテンツ ボイスブログ「鞠菜と太の猿もおだてりゃ木に登るんです?!」パーソナリティ

### ラジオ
- 「鞠菜とMOCのM'sステーション」（イオシスウェブラジオ『はいてない.com』「RADIO MOCUP」番組内番組MC）